# David Eltis
David Eltis (* 26. Juni 1940) ist ein britisch-kanadischer Historiker und Robert W. Woodruff Professor Emeritus für Geschichte an der Emory University in Atlanta. Er forscht über die frühmoderne atlantische Welt, Sklaverei und Migration.
Eltis ist ein gebürtiger Brite, der 1962 an der Durham University den B.A. erwarb. Der M.A. folgte an der University of Alberta 1969. Im Jahr 1971 wurde er Kanadier. Er erwarb den Ph. D. an der University of Rochester (1979). An der Queen’s University, Kingston, lehrte er von 1996 bis 2002. Er war 2004 Visiting Fellow am All Souls College in Oxford.
Eltis wurde 2015 in die American Academy of Arts and Sciences gewählt. Er lebt in den USA.
Sein Buch Economic Growth and The Ending of the Transatlantic Slave Trade gewann den British Trevor Reese Memorial Prize. Gegenwärtig ist er der Mitherausgeber der Transatlantic Slave Trade database zum atlantischen Sklavenhandel. Er ist auch der Hauptforscher zweier Projekte zum Ursprung der Afrikaner, das auf 67.000 erfassten Namen beruht.

## Schriften
- Economic Growth and The Ending of the Transatlantic Slave Trade, New York, Oxford University Press, 1987, ISBN 978-0195041354.
- The Rise of African Slavery in the Americas, Cambridge University Press, 1999, ISBN 978-0521652315.
- (Mithrsg.): The Cambridge World History of Slavery. 4 Bände, II AD 500–1420; III AD 1420–AD 1804; IV AD 1804–AD 2016, New York: Cambridge University Press, 2011–2021. ISBN 978-0521840682
- mit David Richardson: Atlas of the transatlantic slave trade. In: The Lewis Walpole series in eighteenth-century culture and history. 2010, abgerufen am 24. September 2022.